# Hypixel Studios
Hypixel Studios Inc. je společnost vyvíjející videohry spojená s vývojem Minecraft serveru Hypixel. Současně zaměstnává 40 vývojářů a dotuje ji společnost Riot Games.

## Historie
Hypixel Studios byla založena 18. října 2018 oddělením od Hypixel Inc., vývojářů Minecraft serveru Hypixel. Studio je dotováno Riot Games a skupinou vývojářů her a odborníků z oboru za účelem vývoje samostatných her oddělených od Minecraft serverů, přičemž první z nich je hra Hytale.
Společnost Hypixel Studios byla 16. dubna 2020 koupena společností Riot Games.
23. června 2025 bylo oznámeno, že společnost Hypixel Studios ukončuje funkci a ruší jejich připravovanou hru Hytale.